# Windows 8版本列表
Windows 8有四個版本，分別為 Windows 8（標準版）、Windows 8 Pro（專業版）、Windows 8 Enterprise（企業版），Windows RT（ARM版）。其中，專業版增加了一些商業上的應用；企業版專為企業新增了PC管理和部署、安全、虛擬化、移動等功能；Windows RT是首次出現的ARM平台版本，因無法與傳統桌面應用程式相容，所以獨立成新系統。
此外，微軟還針對不同地區發售地區性廉價版本Windows 8中文版、Windows 8 Edition N（歐洲版）、Windows 8 Edition K/KN（韓國版）、Windows 8單語言版，這些版本保留了部份標準版功能。
中國大陸銷售的版本為簡化配送方式並打擊盜版市場，因而僅提供數位下載版。另外Windows 8中文版、單語言版以OEM預裝形式出現，不會在零售市場出現。
從Windows 8.1開始，又推出一個免費版本Windows 8.1 Bing版（Windows 8.1 with Bing），但唯一不同的是Bing版在標準版的基礎上預載了Bing搜索引擎，並且限制儲存空間，因而僅以OEM預裝形式出現（像中文版與單語言版一樣）。

## 比較
| 功能                                     | Windows RT                     | Windows 8                        | Windows 8 Pro                       | Windows 8 Enterprise                |
| ---------------------------------------- | ------------------------------ | -------------------------------- | ----------------------------------- | ----------------------------------- |
| 銷售管道                                 | 預載於平板電腦                 | OEM、零售                        | OEM、零售、大量授權                 | 大量授權                            |
| 架構                                     | ARM (32-bit)                   | x86 (32-bit) x86-64 (64-bit)     | x86 (32-bit) x86-64 (64-bit)        | x86 (32-bit) x86-64 (64-bit)        |
| RAM上限                                  | ?                              | 4GB (32-bit) 128GB (64-bit)      | 4GB (32-bit) 512GB (64-bit)         | 4GB (32-bit) 512GB (64-bit)         |
| 安全啟動                                 | 是                             | 是                               | 是                                  | 是                                  |
| 圖片密碼                                 | 是                             | 是                               | 是                                  | 是                                  |
| 開始螢幕和動態磚                         | 是                             | 是                               | 是                                  | 是                                  |
| 觸控鍵盤和拇指鍵盤                       | 是                             | 是                               | 是                                  | 是                                  |
| 語言包                                   | 是                             | 是                               | 是                                  | 是                                  |
| 更新的 文件資源管理器                    | 是                             | 是                               | 是                                  | 是                                  |
| 內建應用程序                             | 是                             | 是                               | 是                                  | 是                                  |
| 文件歷史記錄                             | 是                             | 是                               | 是                                  | 是                                  |
| 系統刷新和系統重置                       | 是                             | 是                               | 是                                  | 是                                  |
| 「播放到」                               | 是                             | 是                               | 是                                  | 是                                  |
| 保持在線                                 | 是                             | 是                               | 是                                  | 是                                  |
| Windows Update                           | 是                             | 是                               | 是                                  | 是                                  |
| Windows Defender                         | 是                             | 是                               | 是                                  | 是                                  |
| 更好的多任務支持                         | 是                             | 是                               | 是                                  | 是                                  |
| 全新的任務管理器                         | 是                             | 是                               | 是                                  | 是                                  |
| 直接掛載ISO 映像 和VHD                   | 是                             | 是                               | 是                                  | 是                                  |
| 支援寬頻                                 | 是                             | 是                               | 是                                  | 是                                  |
| Microsoft account                        | 是                             | 是                               | 是                                  | 是                                  |
| Internet Explorer 10                     | 是                             | 是                               | 是                                  | 是                                  |
| SmartScreen 篩選器                       | 是                             | 是                               | 是                                  | 是                                  |
| Windows Store                            | 是                             | 是                               | 是                                  | 是                                  |
| Xbox Live應用程序(包含 Xbox Live Arcade) | 是                             | 是                               | 是                                  | 是                                  |
| Exchange ActiveSync                      | 是                             | 是                               | 是                                  | 是                                  |
| 截圖                                     | 是                             | 是                               | 是                                  | 是                                  |
| 連接至虛擬專用網路?                      | 是                             | 是                               | 是                                  | 是                                  |
| 桌面環境                                 | 部份                           | 是                               | 是                                  | 是                                  |
| 支援第三方應用程序                       | 限於Windows Store 中的應用程序 | Windows Store 和傳統桌面應用程序 | Windows Store 和傳統桌面應用程序    | Windows Store 和傳統桌面應用程序    |
| 遠程桌面連接                             | 僅客戶機                       | 僅客戶機                         | 客戶機和主機                        | 客戶機和主機                        |
| 存儲池                                   | 否                             | 是                               | 是                                  | 是                                  |
| Windows Media Player                     | 否                             | 是                               | 是                                  | 是                                  |
| 加密功能                                 | 是                             | 不可用                           | BitLocker and 加密檔案系統          | BitLocker and 加密檔案系統          |
| Sideload Windows Store apps              | 是                             | 否                               | 是                                  | 是                                  |
| 由VHD引導                                | 否                             | 否                               | 是                                  | 是                                  |
| 加入域?                                  | 默認禁用                       | 否                               | 是                                  | 是                                  |
| 群組原則                                 | 是                             | 否                               | 是                                  | 是                                  |
| Hyper-V                                  | 否                             | 否                               | 限於64位操作系統，需要支持SLAT的CPU | 限於64位操作系統，需要支持SLAT的CPU |
| 應用程序鎖定                             | 否                             | 否                               | 是                                  | 是                                  |
| Windows To Go                            | 否                             | 否                               | 否                                  | 是                                  |
| DirectAccess                             | 否                             | 否                               | 否                                  | 是                                  |
| 分支緩存                                 | 否                             | 否                               | 否                                  | 是                                  |
| RemoteFX虛擬化?                          | 否                             | 否                               | 否                                  | 是                                  |
| 網路文件系統服務                         | 否                             | 否                               | 否                                  | 是                                  |
| 內建於系統的Microsoft Office             | 是                             | 否                               | 否                                  | 否                                  |
| Windows Media Center                     | 否                             | 否                               | 位於 Windows Media Center Packs 中  | 否                                  |
|                                          | Windows RT                     | Windows 8                        | Windows 8 Pro                       | Windows 8 Enterprise                |

## 注解
1. ↑  包含郵件、行事曆、連絡人、新聞、圖片、閱讀程式、音樂、影片、美食、天氣、運動、遊戲、財經、旅遊、地圖、 SkyDrive 應用程序
2. ↑  在 Windows RT 電腦中使用 Device Encryption 保護數據，此功能基於 BitLocker 技術。[9]
3. ↑  AppLocker enforces application whitelisting or blacklisting in a corporate environment. In other words, it can be used to allow or prevent execution of software based on name, version number or publisher.[13]
4. ↑  BranchCache, a feature of Windows 7 and later, locally caches contents received from a file server or web server to enable faster subsequent uses.[14]
5. ↑  包括 Word, Excel, PowerPoint, 和OneNote RT

## 资料
1. ↑  .   [2012-06-27]. （原始内容存档于2012-04-18）.
2. ↑  .   [2012-06-27]. （原始内容存档于2012-04-29）.
3. 1 2 3  Thurott, Paul. . Penton Media. 18 April 2012  [18 April 2012]. （原始内容存档于2012年9月5日）.
4. ↑  Thurott, Paul. . Penton Media. 16 April 2012  [17 April 2012]. （原始内容存档于2012年4月17日）.
5. ↑  . Microsoft Developer Network. October 16, 2012  [November 2, 2010]. （原始内容存档于2018-06-17）.
6. ↑  . Maximum PC.   [2011-08-29]. （原始内容存档于2011-09-02）.
7. ↑  . Paul Thurrott's Supersite for Windows.   [2012-04-21]. （原始内容存档于2012-04-24）.
8. ↑  . TechRadar.   [5 September 2012]. （原始内容存档于2012年9月3日）.
9. ↑  . MSDN Library. Microsoft. 8 April 2010  [9 July 2012]. （原始内容存档于2014-12-18）.
10. ↑  Sinofsky, Steven. . Building Windows 8.   [5 September 2012]. （原始内容存档于2012-09-05）.
11. ↑  .   [4 October 2012]. （原始内容存档于2017-08-14）.
12. ↑  Sinofsky, Steven. . Building Windows 8. Microsoft. 9 July 2011  [15 May 2012]. （原始内容存档于2012-08-18）.
13. ↑  . Microsoft TechNet. Microsoft.   [23 August 2012]. （原始内容存档于2015-01-13）.
14. ↑  . Windows Server 2008 R2 homepage. Microsoft.   [9 July 2012]. （原始内容存档于2011-11-02）.
15. ↑  . Microsoft Support. Microsoft. 18 October 2012  [8 November 2012]. （原始内容存档于2012-11-08）.
16. ↑  Leblanc, Brandon. . Blogging Windows. Microsoft.   [2012-07-03]. （原始内容存档于2012-07-02）. If you install the Windows 8 Pro System Builder product, you will be able to add Windows Media Center via the 「add features」 option within the product for free during the promotion.